# سیمان زیست‌محیطی
سیمان زیست محیطی (به انگلیسی: Eco-cement) نام یک برند برای نوعی سیمانی است که منیزی فعال (کلکس سوزآور منیزی، منیزی اکسید، Mgo)، یک سیمان آبی دیگر مانند سیمان پورتلند و به صورت اختیاری پوزولان و محصولات جانبی صنعتی را ترکیب می‌کند تا آثار محیط زیستی سیمان‌های متداول را کاهش دهد. یک مشکل در تجاری کردن این سیمان، به جز محافظه کاری صنعت ساختمان، استخراج ناچیز ماده اولیه منیزیت است.

## نیاز به انرژی
سیمان پورتلند معمولی به دمای کوره ۱۴۵۰ درجه سانتیگراد نیاز دارد. منیزی فعال در سیمان زیست محیطی دمای کوره کمتر معادل ۷۵۰ درجه را نیاز دارد. که نیاز به انرژی را کاهش می‌دهد و از این رو مصرف سوخت‌های فسیلی و انتشار دی اکسید کربن (co2) را کاهش می‌دهد.

## تجزیه co2
سیمان زیست محیطی با تجزیه co2 اتمسفر شکل گرفته و سخت می‌شود و قابل بازیافت است. میزان جذب co2 بستگی به میزان تخلخل و مقدار MgO دارد. کربناسیون ابتدا سریع و با کامل شدن کندتر انجام می‌شود. انتظار می‌رود کربناسیون یک بلوک سیمان زیست محیطی در طول یک سال کاملاً انجام شود.

## استفاده از ضایعات
سیمان زیست محیطی می‌تواند ضایعات تولید صنعتی بیشتری را نسبت به سیمان پورتلند به عنوان سنگدانه مخلوط کند چرا که کمتر قلیایی است. این، وقوع واکنش‌های سنگدانه‌های قلیایی که باعث خسارت به سیمان سخت شده می‌شود را کم می‌کند سیمان زیست محیطی همچنین وقتی یک ساره بتنی فرسوده شود قابلیت بازیافت کامل به سیمان را دارد.

## مطالعه بیشتر
- Wu, H. C. (1999). Advanced civil infrastructure materials. Science, mechanics and applications. Routledge.
- Day, K. W. (2006). Concrete Mix Design, Quality Control and Specification. Cambridge, Woodhead. ISBN 0-419-24330-5.
- Owen, Dyer (May 28, 2003). "A rock and a hard place". The Guardian.